# Majoor Bosshardt

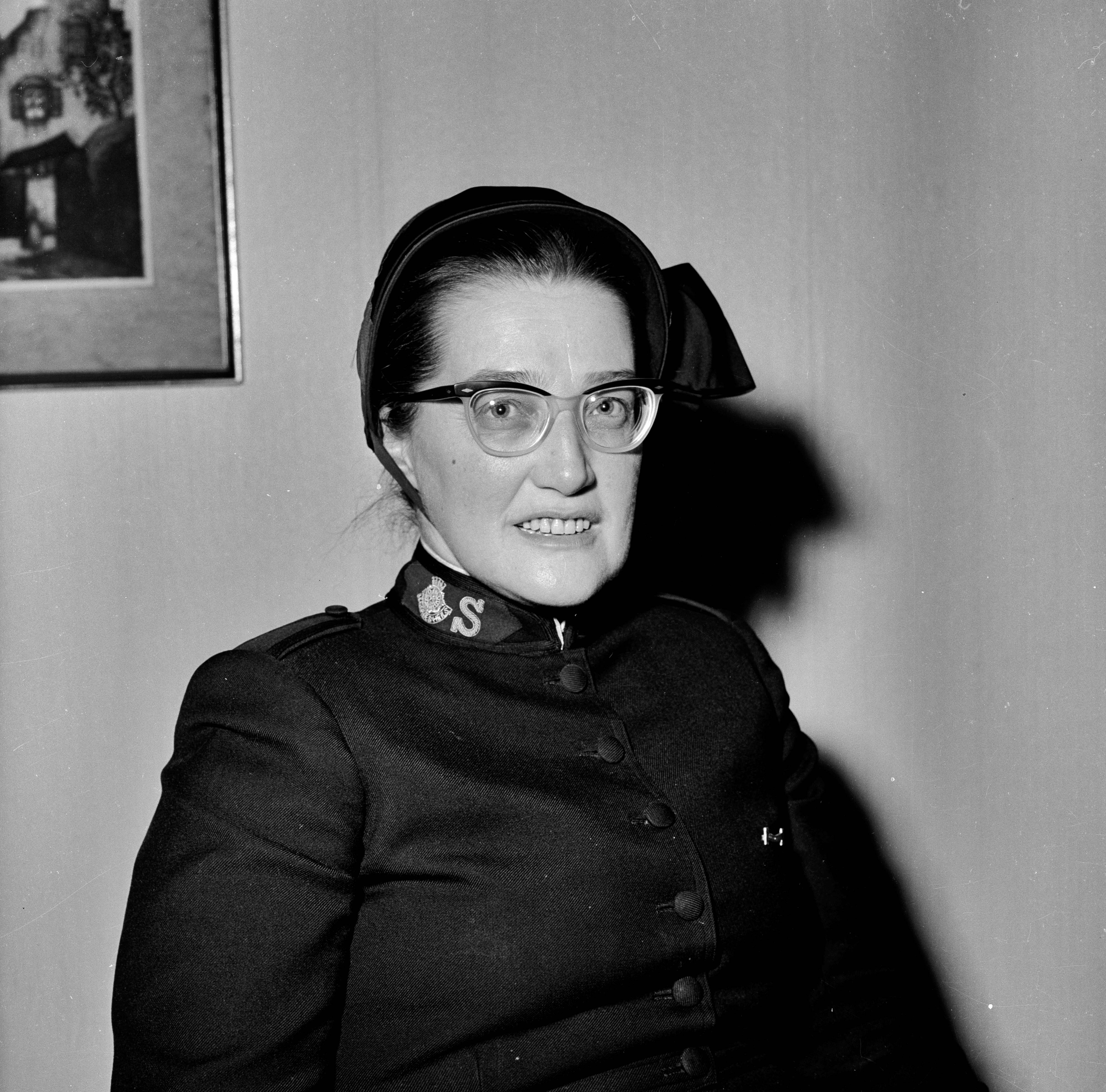
Majorin Bosshardt (1963)

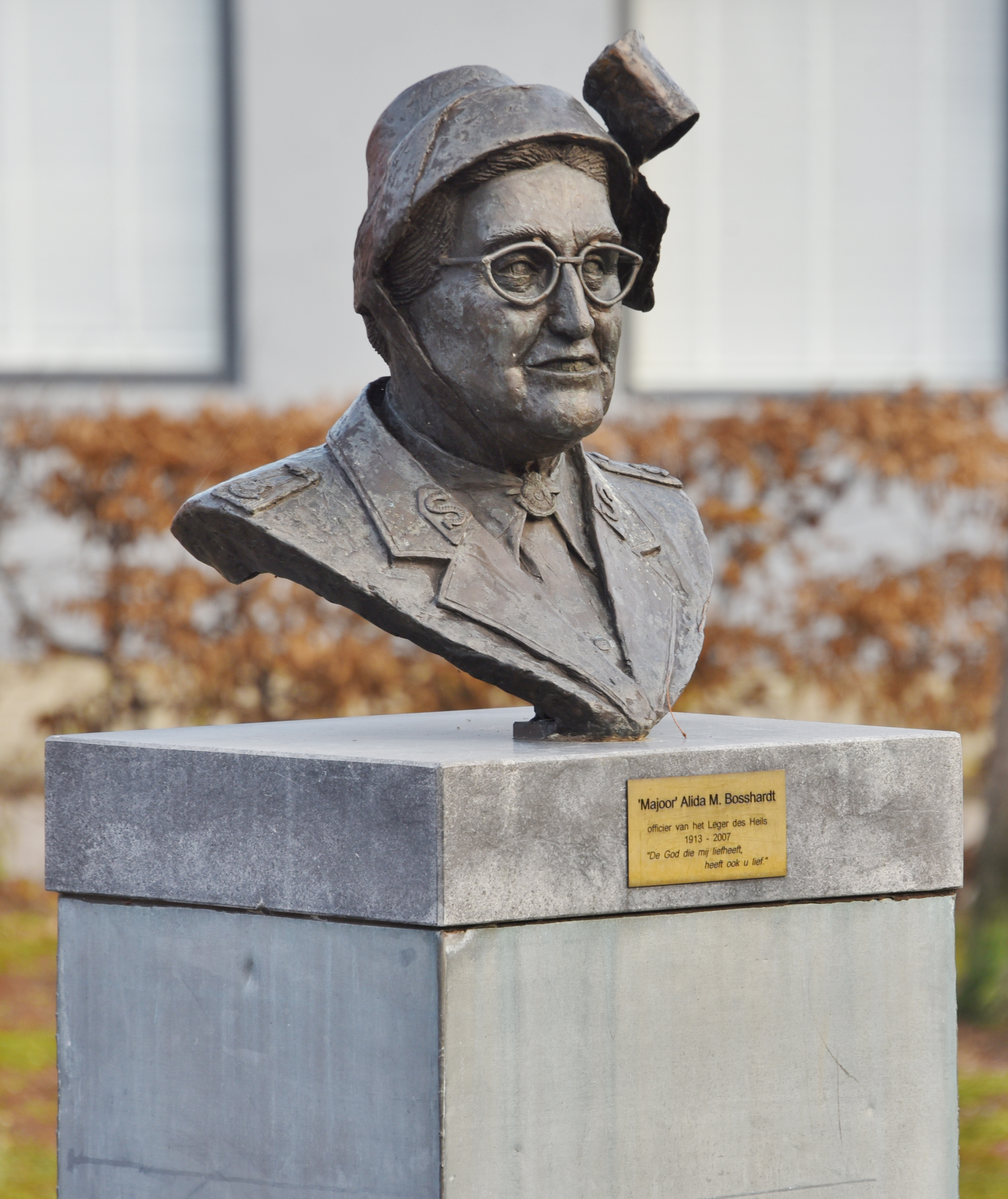
Büste in Terneuzen

Majoor Bosshardt (* 8. Juni 1913 in Utrecht; † 25. Juni 2007 in Amsterdam; eigentlich Alida Margaretha Bosshardt) war eine niederländische Offizierin der Heilsarmee, die 2004 bei einer Abstimmung in den Niederlanden zu einer der größten Niederländerinnen aller Zeiten gewählt wurde.

## Leben
Nach dem Besuch der Regentesseschule und der Mädchenschule in Utrecht war Bosshardt ab 1927 in einem Tuchhandelsgeschäft ihres Onkels beschäftigt. Im Jahr 1932 wurde sie Mitglied der Heilsarmee und besuchte die Ausbildungsschule der Organisation in Amstelveen. Ab 1934 war sie im Kinderhaus „De Zonnehoek“ auf der künstlich angelegten Insel Rapenburg bei Amsterdam tätig.
Dabei konnte sich Bosshard trotz des Verbots der Heilsarmee durch die Deutschen während der Besatzung unter anderem für viele jüdische Kinder im „De Zonnehoek“ einsetzen und ihnen in den Hungerwintern Lebensmittel beschaffen. Sie wurde dabei einmal verraten und von den Deutschen verhaftet, schaffte es aber, der Haft zu entfliehen.
Nach dem Zweiten Weltkrieg kam sie zunächst zur Hauptzentrale der niederländischen Heilsarmee nach Amsterdam, wo sie merkte, dass die Organisation im Rotlichtbezirk Walletjes kaum aktiv war. Um dem entgegenzusteuern, organisierte sie dort ab 1948 das „Goodwillzentrum“ und jährliche Weihnachtsfeiern mit den Prostituierten, wodurch sie langsam zu einer öffentlich bekannten Person wurde und schließlich 1959 erstmals im niederländischen Fernsehen („Anders dan anderen“) auftrat. Außerordentliche Berühmtheit erlangte Bosshard 1965 durch die Begleitung der in Heilsarmeeuniform gekleideten damaligen Prinzessin Beatrix durch das Amsterdamer Rotlichtviertel, was längere Zeit ein wichtiges Gesprächsthema in den Niederlanden war. Später wurde sie zur Oberstleutnantin ernannt, blieb aber den Niederländern als Majoor Bosshardt bekannt.
Im Jahr 1978 ging sie in Pension, trat aber des Öfteren im niederländischen Fernsehen auf, um die Belange der Heilsarmee weiter nach vorne zu bringen. Dabei hat sie sich, wann immer sie Zeit hatte, weiterhin für Hilfesuchende eingesetzt. Seit Ende November 2005 konnte sie wegen einer Krankheit kaum noch ihr Haus verlassen. Während ihres Lebens hat sie viele Ehrungen empfangen; u. a. erhielt sie mehrere Orden des Niederländischen Königshauses sowie den Gründerorden, die höchste Auszeichnung der Heilsarmee. Bei der Abstimmung zum „De Grootste Nederlander“ im Jahr 2004 wurde sie auf Platz 16 gewählt.
Im Juni 2022 würdigte Königin Máxima der Niederlande das Wirken Bosshardts, indem sie das „Majoor Bosshardthuis“ (Majorin-Bosshardt-Haus) der Heilsarmee in Amsterdam offiziell eröffnete. In dem ehemaligen Wohnhaus von Majorin Bosshardt zeigt die Heilsarmee Informationen über das Leben und den Dienst von „De Majoor“. Dies ist bereits das zweite Gebäude, das nach Alida Bosshardt benannt wurde. Im Oktober 2014 hatte Königin Beatrix der Niederlande das Majoor Bosshardtburgh Wohnzentrum eröffnet.